# За крок один від одного
«За крок один від одного» або «За п'ять кроків до кохання» (англ. Five Feet Apart) — американська мелодрама від режисера Джастіна Бальдоні і сценаристів Міккі Доутрі та Тобіаса Іаконіса. У головних ролях — Гейлі Лу Річардсон і Коул Спроус.
Прем'єра фільму в США відбулась 15 березня 2019 року.

## Сюжет
Два головних герої страждають на муковісцидоз (у трейлері міжнародна назва КФ - кістозний фіброз), який диктує жорстку умову: щоб уникнути обміну патогенною флорою, яка здатна знищити пересаджені їм донорські легені і спричинити смерть, закохані повинні знаходитися не ближче метра один від одного, їм не можна навіть торкатися один одного. Але справжнє кохання не знає кордонів, і чим сильніші почуття, тим більша спокуса порушити правила.

## Актори
- Гейлі Лу Річардсон — Стелла Грант
- Коул Спроус — Уілл Ньюман
- Мойзес Аріас — По Рамірес
- Кімберлі Хеберт Грегорі — медсестра Барб
- Клер Форлані — Мередіт Ньюман
- Парміндер Награ — доктор Нур Хамід
- Емілі Бальдоні — медсестра Джулі
- Сінтія Еванс — Ерін Грант
- Гері Уікс — Джефф Грант
- Софія Бернард — Ебби Грант
- Сесілія Ліл — Каміла

## Виробництво
У січні 2017 року Тобіас Іаконіс #і Міккі Доутрі продали свій, на той момент невідомий, сценарій компанії CBS Films, щоб Джастін Бальдоні спродюсував проект і виступив його режисером. У січні 2018 року було оголошено, що головну роль у фільмі під назвою «За крок один від одного» виконає Коул Спроус. У квітні 2018 року до акторського складу приєдналися Гейлі Лу Річардсон і Мойзес Аріас.

## Маркетинг
Перший оригінальний трейлер фільму «За крок один до одного» став доступний до перегляду у мережі 2 листопада 2018 року.

## Критика
Фільм отримав змішані відгуки кінокритиків. На сайті Rotten Tomatoes фільм має рейтинг 54 % на основі 111 рецензій з середнім балом 5,68 з 10. На сайті Metacritic фільм має оцінку 53 з 100 на основі 26 рецензій критиків, що відповідають статусу «змішані або #середній відгуки». На сайті CinemaScore глядачі дали фільму оцінку А, по шкалі від A+ до F.